# لهب مضيء

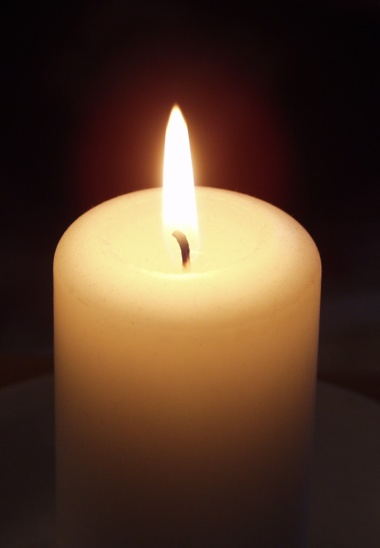
شمعة ذات لهب مضيء

اللهب المضيء هو لهب حرق مرئي ساطع. يكون اللهب في شكل ضوء مرئي، أما الحرارة أو الضوء في الأطوال الموجية غير المرئية.
أجرى مايكل فاراداي دراسة مُبَكِّرةً عن إضاءة وسطوع اللهب وأصبحَت تلك الدراسة جزءًا من سلسلته المؤسسة الملكية لمحاضرات أعياد رأس السنة، تحت عنوان التاريخ الكيميائي للشمعة

## الإضاءة

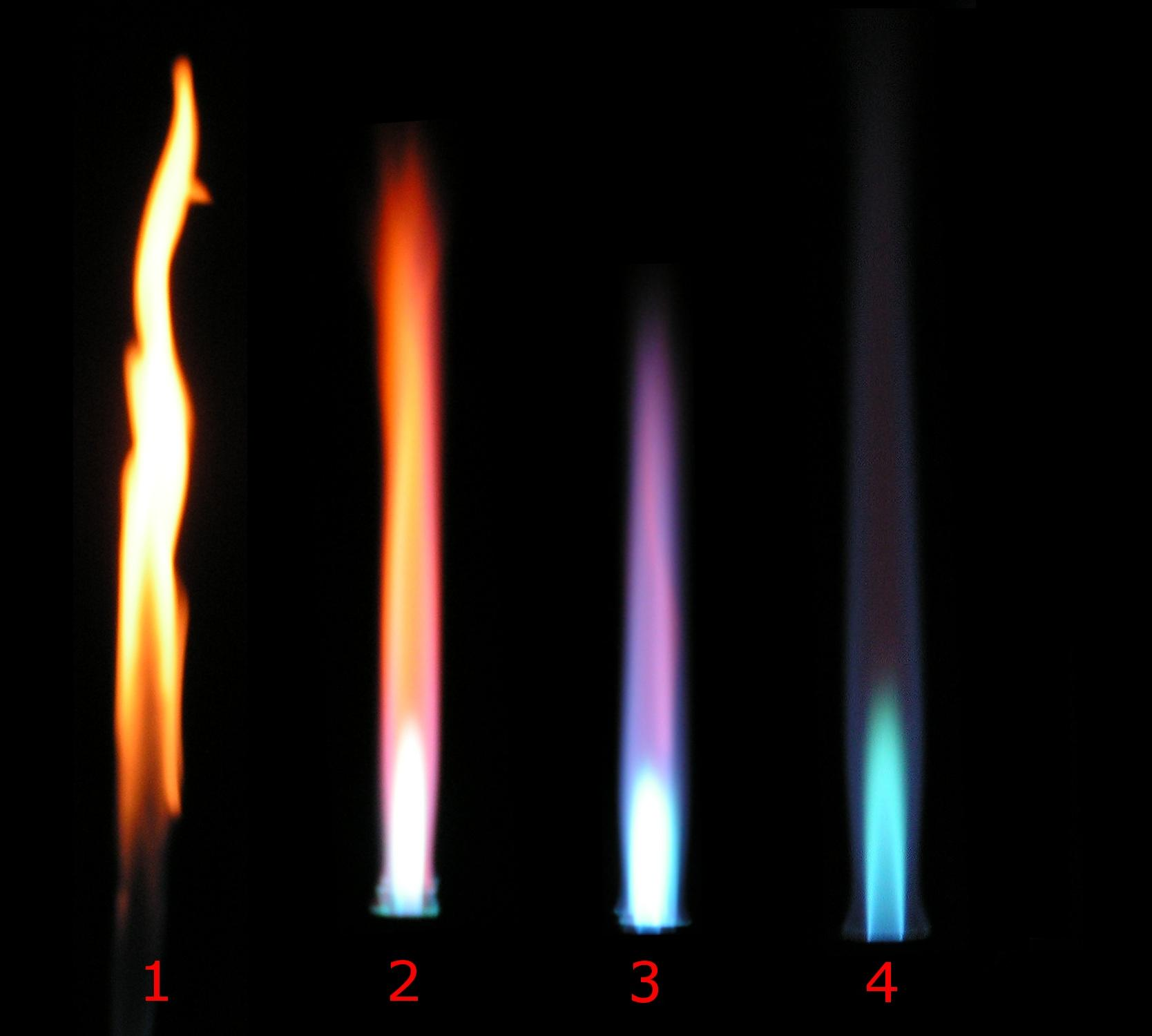
مجموعة مُتنوِّعة من النيران في موقد بنسن. حيث يمكن تعديل اللهب من لهب مضيء للغاية (يسار) إلى اللهب الأكثر سخونة «اللهب الأزرق (يمين)»

في أبسط حالة، يكون لدينا اللهب الأصفر المضيء، وهو أكثر نوع مضيء، ينتج هذا اللهب بسبب جزيئات السخام (الدخان الأسود) الصغيرة في اللهب التي يتم تسخينها حتى تصبح مُتَّقدة. إضاءة اللهب تعتمد على أمر من أمرين:
1- نقص في الهواء المُحترِق (كما هو الحال في موقد بنسن) فتقل الإضاءة بازدياد الأكسجين وتزداد عندما يقل الأكسجين، فعندما لا يكون هناك أكسجين كافي يصبح لون اللهب أصفر (مضيء) وإذا كان الأكسجين كافي يُصبح لون اللهب أزرق (غير مضيء)
2- زيادة الوقود المستخدم (كما في شُعلة الكيروسين)، فتزداد الإضاءة بازدياد الوقود ويُصبح اللهب عندها أصفر (مضيء) ويقل عندما يقل الوقود ويصبح أزرق (غير مضيء)
لذا فإن الإضاءة تعتمد على الاحتراق غير الكافي، فكلما ازداد انتشار اللهب ازدادت الإضاءة، وكلما اختلط اللهب مع لهب آخر قلت الإضاءة
يكون لون اللهب أصفر بسبب درجة حرارته. كي نجعل لون اللهب أصفر يجب أن نُنتِج سخامًا كافيًا، لذا نُشغل اللهب في درجة حرارة أقل من درجة حرارة التسخين (طالِع: موقد بنسن)، تُفسر هذه الظاهرة باستخدام نظرية إشعاع الجسم الأسود، وحسب قانون بلانك: مع انخفاض درجة الحرارة، فإن قمة منحنى الإشعاع الجسم الأسود (أقصى مكان يصل إليه المنحنى) سيتحرك إلى أطوال موجات أطول (أي طاقة أقل)، وفي حالتنا هذه من الأزرق إلى الأصفر. بحسب هذا القانون يمكن استنتاج علاقة عكسية بين الإضاءة وقوة اللهب، كلما قلَّت الإضاءة أصبح اللهب أقوى وأحرّ، فاللهب الأزرق أقوى وأشد حرارة من اللهب الأصفر.
هناك عوامل أخرى، قد تؤثر على إضاءة اللهب، لا سيما كيميائية الوقود وميولها لتشكيل السخام.
درس الكيميائي الفيكتوري إدوارد فرانكلاند إضاءة اللهب واكتشف أن الإضاءة تزداد مع الضغط.

## موقد بنسن
من أشهر الأمثلة والحالات لإضاءة اللهب هو اللهب الناتج عن موقد بنسن. هذا الموقد لديه إمدادات الهواء ومنفث غاز ثابت يمكن السيطرة عليهما، فعندما يتم تقليل الهواء، يُنتج ما يسمى بـ «لهب السلامة» وهو لهب مضيء للغاية، وبالتالي مرئي، لونه أصفر لبرتقالي. أما بالنسبة لأعمال التسخين، فيُفتح مدخل الهواء بشكل أكبر، وينتج الموقد شعلة زرقاء (غير مضيئة) وهي أكثر سخونة من سابقتها.

## كفاءة الاحتراق
تعتمد كفاءة الاحتراق على الاحتراق الكامل للوقود. إنتاج السخام يُعدّ مضيعة للوقود، وقد يُكوِّن أيضًا مشكلة عند تراكمه حول المنافث والمواقد. وبالتالي، فإن نار التدفئة مُصممة عادة لإنتاج اللهب غير المضيء، وهو اللهب الأقل حرارة وقوة.

## مصابيح زيتية
مصابيح التنوير (التي يكون هدفها إنتاج نور لا حرارة) تستخدم اللهب المضيء

## اختبارات اللهب
عند إجراء اختبار للهب، اُكْتُشف بأن لون اللهب يتأثر بمواد خارجية تُضاف للهب. يُستخدم اللهب غير المضيء، لتجنُّب اختفاء لون اللهب المُجرى عليها اختبار.

## خلاصة القول
1. اللهب الأصفر (اللهب المضيء) أقل حرارة وقوة من اللهب الأزرق (اللهب غير المضيء).
2. إضاءة اللهب تعتمد على عِدَّة عوامل، أهمها الأكسجين، فعند وجود أكسجين كافٍ للاحتراق يُصبح اللهب أزرق (لهب غير مضيء)، وإذا كانت كمية الأكسجين قليلة يُصبح لون اللهب أصفر (لهب مضيء).
3. يُستخدم اللهب الأصفر (اللهب المضيء) في أعمال التنوير، في حين أن اللهب الأزرق (اللهب غير المضيء) يٌستخدم في أعمال التسخين.
4. تتدرَّج بعض الألوان للهب بين اللهب الأصفر واللهب الأزرق، وكلما اقترب اللون من الأزرق أصبحَت أكثر حرارة وأقل إضاءة، بينما لو اقتربَت من الأصفر أصبحَت أقل حرارة وأكثر إضاءة.